# 3943 Silbermann
3943 Silbermann (1981 RG1) là một tiểu hành tinh vành đai chính được phát hiện ngày 3 tháng 9 năm 1981 bởi F. Borngen ở Tautenburg.